# Éply
Éply est une commune française située dans le département de Meurthe-et-Moselle, en Lorraine, dans la région administrative Grand Est.

## Géographie
| Chemionot Moselle   | Louvigny Moselle |          |
| Morville-sur-Seille | Éply             | Raucourt |
| Port-sur-Seille     |                  | Rouves   |

Faisant partie du département de Meurthe-et-Moselle, la commune d'Éply, arrosée par la Seille, est limitrophe du département de la Moselle ; elle en est séparée par un petit cours d'eau, le ruisseau de Moince, qui se jette dans la Seille aux confins des bans d'Éply et de Cheminot. Le Moince, né entre Alémont et Saint-Jure, a donné son nom à une ferme-moulin, la ferme de Moince, qui utilisait son eau à la limite des bans d'Éply et de Louvigny.
Tandis que la Seille sépare Éply de Morville et de Port-sur-Seille à l'ouest, Clémery et Rouves sont limitrophes au sud ; la commune de Raucourt avoisine Éply à l'est. La configuration du terrain présente quelques reliefs, petites côtes assez raides à grimper, mais aussi un grand espace aplani vers Raucourt.
On n'a trouvé aucune trace de construction montrant que le territoire a été habité, même au temps de la Gaule romaine. Il y a cependant lieu de penser que le village d'Éply peut remonter à des temps préhistoriques, d'après les nombreuses trouvailles d'un jeune préhistorien, dont la famille est originaire de l'endroit, monsieur René Dezavelle. Il a parcouru les champs d'Éply en tous sens pour y déceler, à plusieurs endroits, des stations de taille en silex et quartzite : au Poirier d'Argent et au Grand Poirier. Les objets préhistoriques trouvés, destinés à la chasse et à la préparation des peaux, attestent certainement la présence de l'homme. Mais dans quel habitat ? On ne sait.
Le sol de la commune est par endroits très argileux, par d'autres, au contraire, il est très calcaire ; les fossiles y abondent : griffes, ammonites, bélemnites...
Le sol calcaire recèle une bonne pierre à bâtir. Elle existe par couches superposées, espacées de quelques dizaines de centimètres de terre. Les lits inférieurs donnent une pierre épaisse d'une quinzaine de centimètres et plus, d'une couleur bleu ardoise : cassée en moellons, elle est facile à employer. Cuite, elle donne une chaux d'excellente qualité.
Pour reconstruire le village, entièrement détruit durant la guerre de 1914, un entrepreneur parisien fut chargé de rebâtir toutes les maisons. Pour avoir presque tout le matériau sur place, il a acheté quelques hectares de terre pour y établir une carrière. Ses carriers tiraient la pierre de cette carrière située au Haut du Plançon.
Le sous-sol a été sondé par une association d'industriels. Ce sondage, installé dans une prairie, en contrebas des Vaux, était à une centaine de mètres de la Seille. Il a fonctionné plusieurs années, aux environs de 1900, frappant jour et nuit sur les tuyaux dans lesquels tournait le trépan. Assez vite, on est arrivé à une montée d'eau très chaude, semblable à celle du parc de Nancy : il a fallu l'évacuer dans la Seille. Mais, ce qu'on cherchait, c'était la houille. Un sondage a été effectué jusqu'à 1 200 mètres, traversant quelques minces couches carbonifères. Quand tout s'est arrêté, la conclusion a été que ce n'était pas exploitable par galeries. Tout a été rebouché avec bien du mal.

### Hydrographie
La commune est dans le bassin versant du Rhin au sein du bassin Rhin-Meuse. Elle est drainée par la Seille, le ruisseau de Moince et le ruisseau de Pompy,.
La Seille, d'une longueur de 138 km, prend sa source dans la commune de Maizières-lès-Vic et se jette  dans divers bras mort de la Moselle à Metz, après avoir traversé 57 communes. 

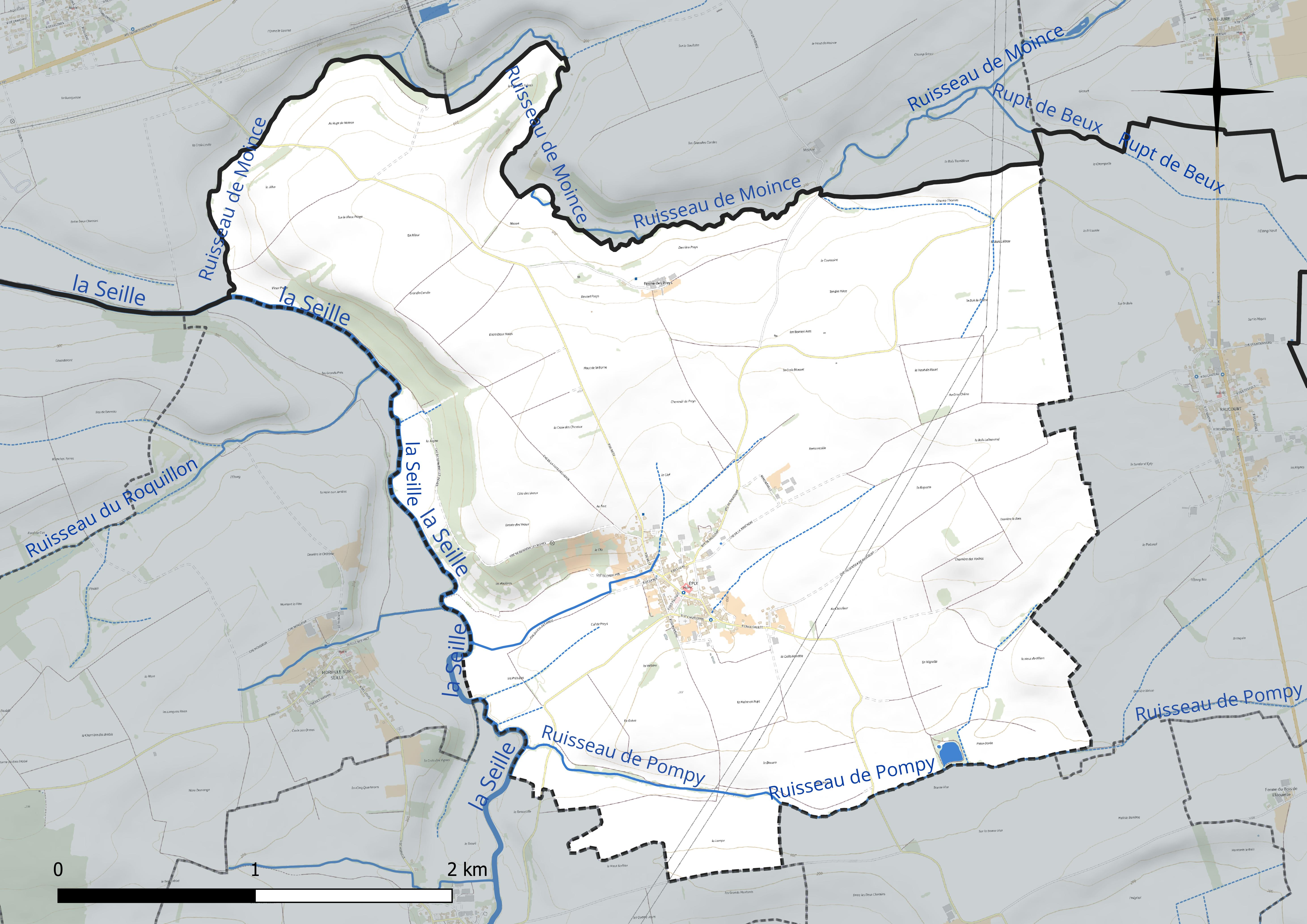
Réseau hydrographique d'Éply.

Le ruisseau de Moince, d'une longueur de 18 km, prend sa source dans la commune de Solgne et se jette  dans la Seille sur la commune, après avoir traversé six communes. 

### Climat
Pour des articles plus généraux, voir Climat du Grand Est et Climat de Meurthe-et-Moselle.
En 2010, le climat de la commune est de type climat océanique dégradé des plaines du Centre et du Nord, selon une étude du Centre national de la recherche scientifique s'appuyant sur une série de données couvrant la période 1971-2000. En 2020, Météo-France publie une typologie des climats de la France métropolitaine dans laquelle la commune est exposée à un climat semi-continental et est dans la région climatique  Lorraine, plateau de Langres, Morvan, caractérisée par un hiver rude (1,5 °C), des vents modérés et des brouillards fréquents en automne et hiver. 
Pour la période 1971-2000, la température annuelle moyenne est de 9,7 °C, avec une amplitude thermique annuelle de 16,8 °C. Le cumul annuel moyen de précipitations est de 746 mm, avec 11,5 jours de précipitations en janvier et 9,1 jours en juillet. Pour la période 1991-2020, la température moyenne annuelle observée sur la station météorologique de Météo-France la plus proche, « M.n.l. », sur la commune de Goin à 8 km à vol d'oiseau, est de 10,7 °C et le cumul annuel moyen de précipitations est de 678,8 mm. 
La température maximale relevée sur cette station est de 39,5 °C, atteinte le 24 juillet 2019 ; la température minimale est de −16,3 °C, atteinte le 2 janvier 1997,,. 
Les paramètres climatiques de la commune ont été estimés pour le milieu du siècle (2041-2070) selon différents scénarios d'émission de gaz à effet de serre à partir des nouvelles projections climatiques de référence DRIAS-2020. Ils sont consultables sur un site dédié publié par Météo-France en novembre 2022.

## Urbanisme

### Typologie
Au 1er janvier 2024, Éply est catégorisée commune rurale à habitat dispersé, selon la nouvelle grille communale de densité à sept niveaux définie par l'Insee en 2022.
Elle est située hors unité urbaine. Par ailleurs la commune fait partie de l'aire d'attraction de Metz, dont elle est une commune de la couronne,. Cette aire, qui regroupe 245 communes, est catégorisée dans les aires de 200 000 à moins de 700 000 habitants,.

### Occupation des sols
L'occupation des sols de la commune, telle qu'elle ressort de la base de données européenne d’occupation biophysique des sols Corine Land Cover (CLC), est marquée par l'importance des territoires agricoles (94,4 % en 2018), une proportion identique à celle de 1990 (94,4 %). La répartition détaillée en 2018 est la suivante : terres arables (68,9 %), prairies (23,2 %), forêts (3,3 %), zones urbanisées (2,3 %), cultures permanentes (2,3 %). L'évolution de l’occupation des sols de la commune et de ses infrastructures peut être observée sur les différentes représentations cartographiques du territoire : la carte de Cassini (XVIIIe siècle), la carte d'état-major (1820-1866) et les cartes ou photos aériennes de l'IGN pour la période actuelle (1950 à aujourd'hui).

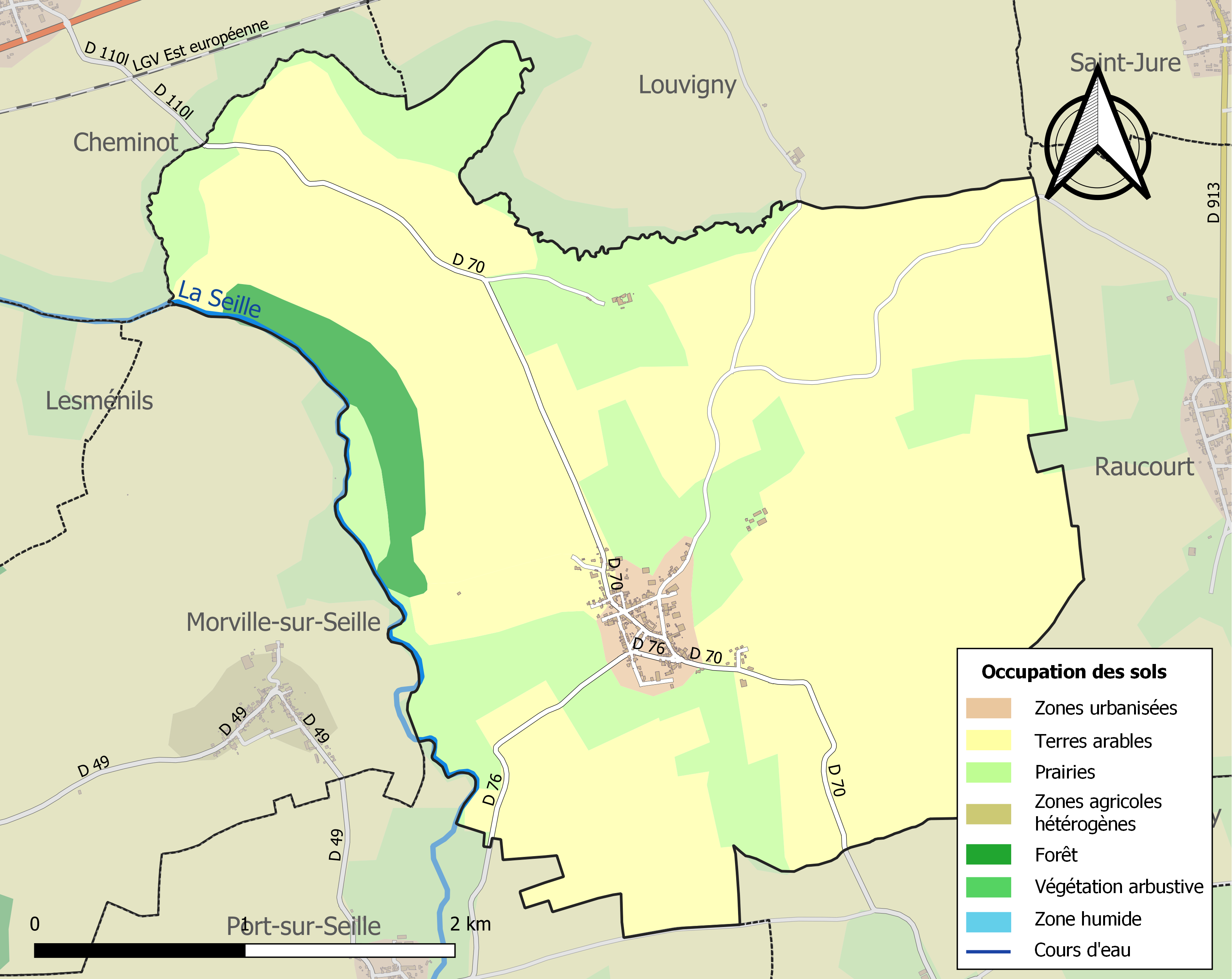
Carte des infrastructures et de l'occupation des sols de la commune en 2018 (CLC).

## Toponymie
Le nom de la localité est attesté sous les formes Espilley (1519) ; Éply ou Éply-aux-deux-Tours.

## Histoire
Présences protohistorique, gallo-romaine et franque.
La commune fut un village-frontière avec l'Allemagne de 1870 à 1919 pour redevenir simple limite territoriale avec le département de la Moselle.
L'historien français Henri Lepage, membre de la Société royale des Sciences, dans son historique du département de la Meurthe en 1834, nous fait connaître ce qu'était Éply à cette époque :

« Éply Aux Deux Tours, village de l'ancienne principauté épiscopale de Metz, sur la rive droite de la Seille, frontière du département de la Moselle, à 52 kilomètres nord de Nancy, chef-lieu de l'arrondissement ; 6 kilomètres nord-ouest de Nomeny, chef-lieu de canton. Population : 729 habitants. Surface terrestre : 852 ha en terres labourables, 85 ha en prés, 40 ha en vignes, 104 ha en bois... Le village d'Éply, domaine spirituel et temporel des évêques de Metz, paraît avoir été plus considérable autrefois qu'il ne l'est maintenant ; il a eu sans doute à souffrir pendant les guerres du XVIIe siècle, car une grande bataille fut livrée dans son voisinage par les Suédois, entre Clémery, Port-sur-Seille et Éply. On croit par tradition, qu'il y avait anciennement un ou deux couvents ; et, ce qui semble confirmer cette opinion, c'est qu'on a trouvé des fondations et des tombeaux de pierre, les uns découverts, les autres fermés encore d'un couvercle. Son nom d'Éply Aux Deux Tours (ayant été appelé Esply Aux Deux Tours jusqu'en 1800), lui vient d'un fort composé de deux tours fortifiées, maintenant en ruines (à ce jour, il n'y en a plus aucune trace. On ne sait où les situer). Ce fort a, dit-on, soutenu un siège contre les Suédois qui, après s'en être rendu maîtres, l'auront sans doute détruit. L'église est de construction moderne, mais la tour remonte à une époque beaucoup plus reculée. »

La tradition ou la légende parle de l'existence d'un château au nord-ouest de l'église, non loin de celle-ci. Une ruelle, en forme d'équerre, y passait avant 1914 et une muraille haute de près de deux mètres retenait la terre du château en surélévation d'un jardin. Au pied de ce mur, sortait la source Saint-Christophe dont l'eau était retenue en une sorte de cuvette entourée de pierres. Cette muraille était encore bien visible avant les bombardements de 1914. Quant aux tours, la légende les situe quelque part dans la plaine sans précision de lieu. Elles devaient servir de guet pour le château.

### Première Guerre mondiale
Du fait de sa position géographique, Éply est un village frontière, la commune subit dès les premiers jours de guerre l'insécurité par l'ennemi allemand. Une petite partie des habitants fuit rapidement et durant les combats violents qui s'ensuivent, le village est ravagé.
Éply est occupée principalement par le Landwehr Infanterie Regiment 68, de nombreux documents photographiques en témoignent. Les Français se trouvaient sur l'autre rive de la Seille, à Morville et Port-sur-Seille notamment. Dans son livre la Grande Meute, Paul Vialar évoque un point d'eau situé à proximité de la commune où Allemands et Français venaient se désaltérer.
Parmi les habitants mobilisés, trente-quatre meurent au combat, on dénombre aussi trois victimes civiles. Le village est presque entièrement détruit. Beaucoup d'habitants ne reviennent pas après la guerre : on compte 508 habitants en 1911, et seulement 374 en 1921. La guerre terminée, l'État fait construire des baraques en bois pour héberger les habitants revenus au village libéré avant que l'entreprise Chabanne de Paris ne reconstruise le village. Le tracé des rues a été modifié à cette occasion. L'école est reconstruite après 1918 grâce aux aides américaines.

## Politique et administration

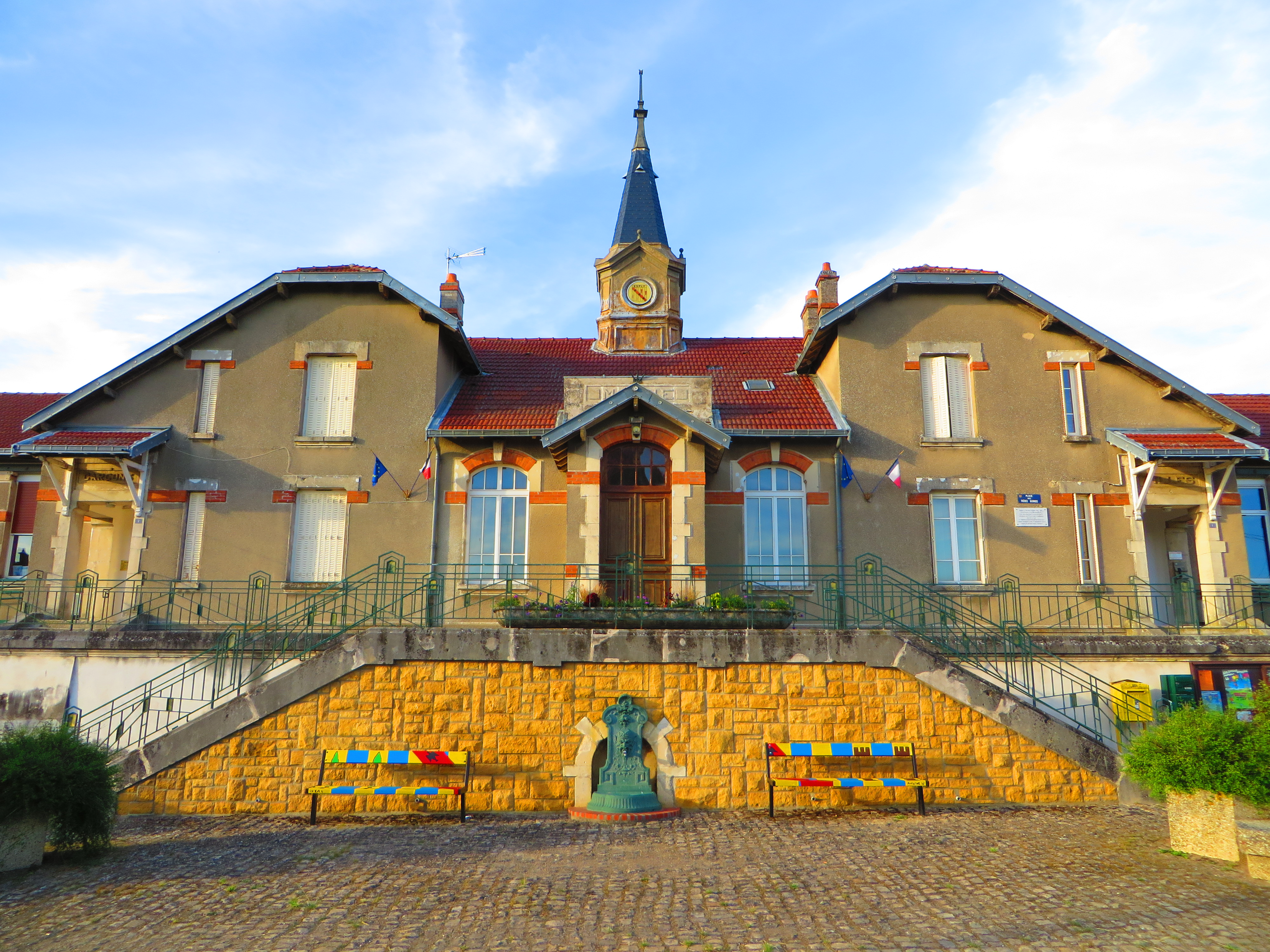
Mairie.

## Population et société

### Démographie
L'évolution du nombre d'habitants est connue à travers les recensements de la population effectués dans la commune depuis 1793. Pour les communes de moins de 10 000 habitants, une enquête de recensement portant sur toute la population est réalisée tous les cinq ans, les populations de référence des années intermédiaires étant quant à elles estimées par interpolation ou extrapolation. Pour la commune, le premier recensement exhaustif entrant dans le cadre du nouveau dispositif a été réalisé en 2005.

En 2022, la commune comptait 297 habitants, en évolution de −1,98 % par rapport à 2016 (Meurthe-et-Moselle : −0,13 %, France hors Mayotte : +2,11 %).
| 1793 | 1800 | 1806 | 1821 | 1831 | 1836 | 1841 | 1846 | 1851 |
| ---- | ---- | ---- | ---- | ---- | ---- | ---- | ---- | ---- |
| 442  | 508  | 559  | 503  | 581  | 674  | 729  | 733  | 684  |

| 1856 | 1861 | 1872 | 1876 | 1881 | 1886 | 1891 | 1896 | 1901 |
| ---- | ---- | ---- | ---- | ---- | ---- | ---- | ---- | ---- |
| 656  | 670  | 659  | 671  | 639  | 602  | 600  | 560  | 517  |

| 1906 | 1911 | 1921 | 1926 | 1931 | 1936 | 1946 | 1954 | 1962 |
| ---- | ---- | ---- | ---- | ---- | ---- | ---- | ---- | ---- |
| 549  | 508  | 374  | 324  | 268  | 261  | 203  | 243  | 251  |

| 1968 | 1975 | 1982 | 1990 | 1999 | 2005 | 2006 | 2010 | 2015 |
| ---- | ---- | ---- | ---- | ---- | ---- | ---- | ---- | ---- |
| 239  | 223  | 234  | 236  | 247  | 287  | 287  | 305  | 303  |

| 2020 | 2022 | - | - | - | - | - | - | - |
| ---- | ---- | - | - | - | - | - | - | - |
| 303  | 297  | - | - | - | - | - | - | - |

### Enseignement
L'école du village est fermée depuis de nombreuses années. La scolarité est assurée à Nomeny jusqu'au collège, puis à Pont-à-Mousson pour les lycéens et étudiants en BTS. Un bus scolaire se charge d'acheminer les élèves.

### Manifestations culturelles et festivités
- L'animation du village est assurée par le foyer rural.
- Le deuxième dimanche de juillet, l'Amicale des sapeurs pompiers d'Éply organise une brocante qui réunit plus de 150 exposants et de très nombreux visiteurs.

La brocante annuelle
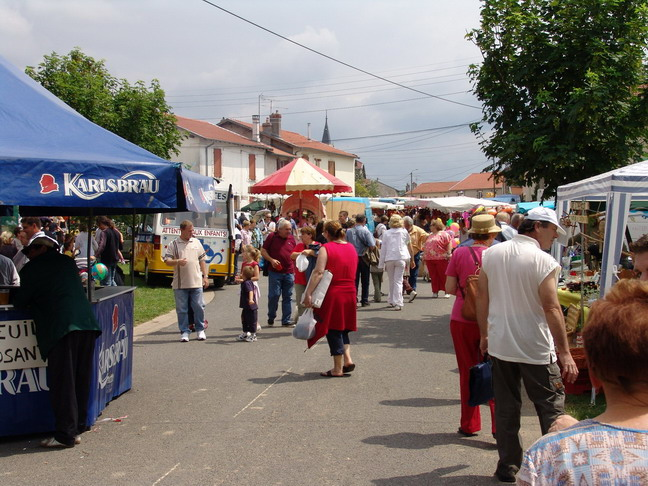
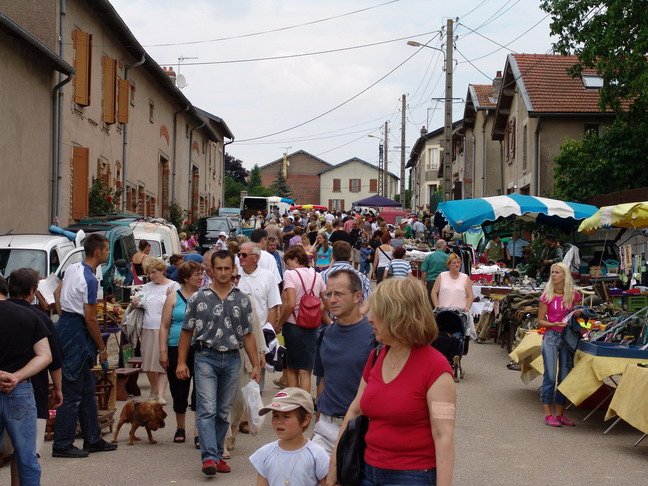
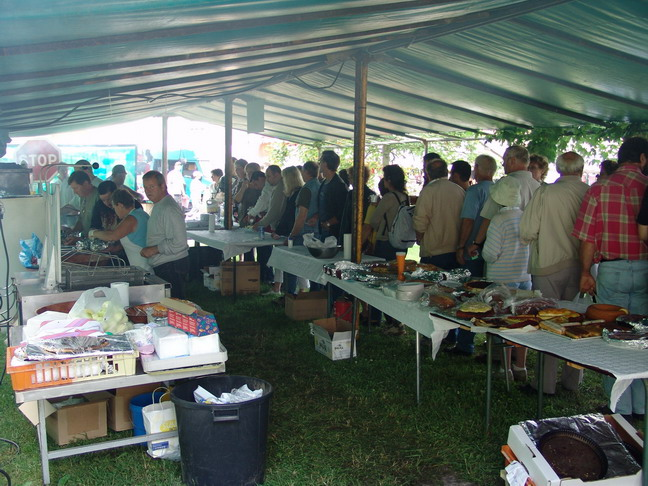

- Une association communale de chasse agréée (ACCA) réunit les chasseurs du village.

## Économie
L'économie de la commune est rurale. On dénombre quelques exploitations agricoles et une ferme auberge : Les Verts Pâturages.

## Culture locale et patrimoine

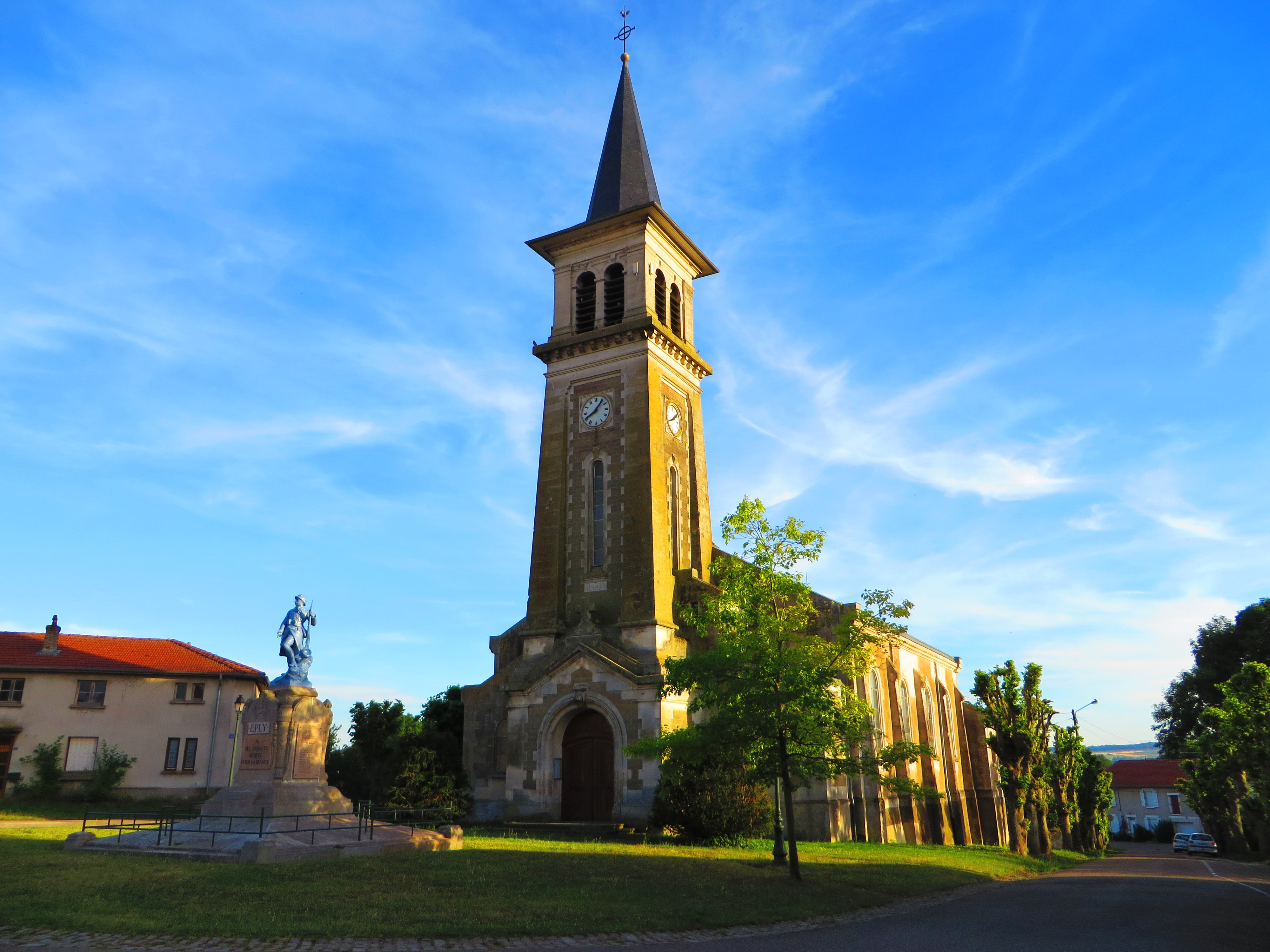
L'église Saint-Christophe.

### Lieux et monuments
- Tours d'un fort maintenant disparu.
- Église Saint-Christophe, reconstruite après 1918 : statue en bois de saint Christophe, vitraux modernes.
- Abbaye détruite en 1630 par les Suédois.

### Personnalités liées à la commune
- Eugène Darmois (1884 - 1958), physicien et chimiste, né et inhumé à Éply.
- Georges Darmois (1888 - 1960), mathématicien frère d'Eugène, né et inhumé à Éply.

### Héraldique, logotype et devise
| Blason de Éply | Blason  | D'or aux trois pals d'azur à la bande de gueules chargée de trois alérions d'argent, accompagnée en chef de deux tours aussi de gueules sur les pals d'or rangées en bande et en pointe de deux arbres de sinople fûtés de gueules sur les pals d'or rangés en bande. |
| Blason de Éply | Détails | Utilisé par la municipalité depuis 1976. |